# Масіс (село)
Це стаття про село Масіс. Стаття про місто — Масіс
Масіс (вірм. Մասիս) — село в марзі Арарат, у центрі Вірменії. Село розташоване за 5 км на захід від міста Арташат та за 2 км на південь від села Дімітров.